# Silene balansae
Silene balansae är en nejlikväxtart som beskrevs av Pierre Edmond Boissier. Silene balansae ingår i släktet glimmar, och familjen nejlikväxter. Inga underarter finns listade i Catalogue of Life.